# Jan Pieter Adolf van Wickevoort Crommelin

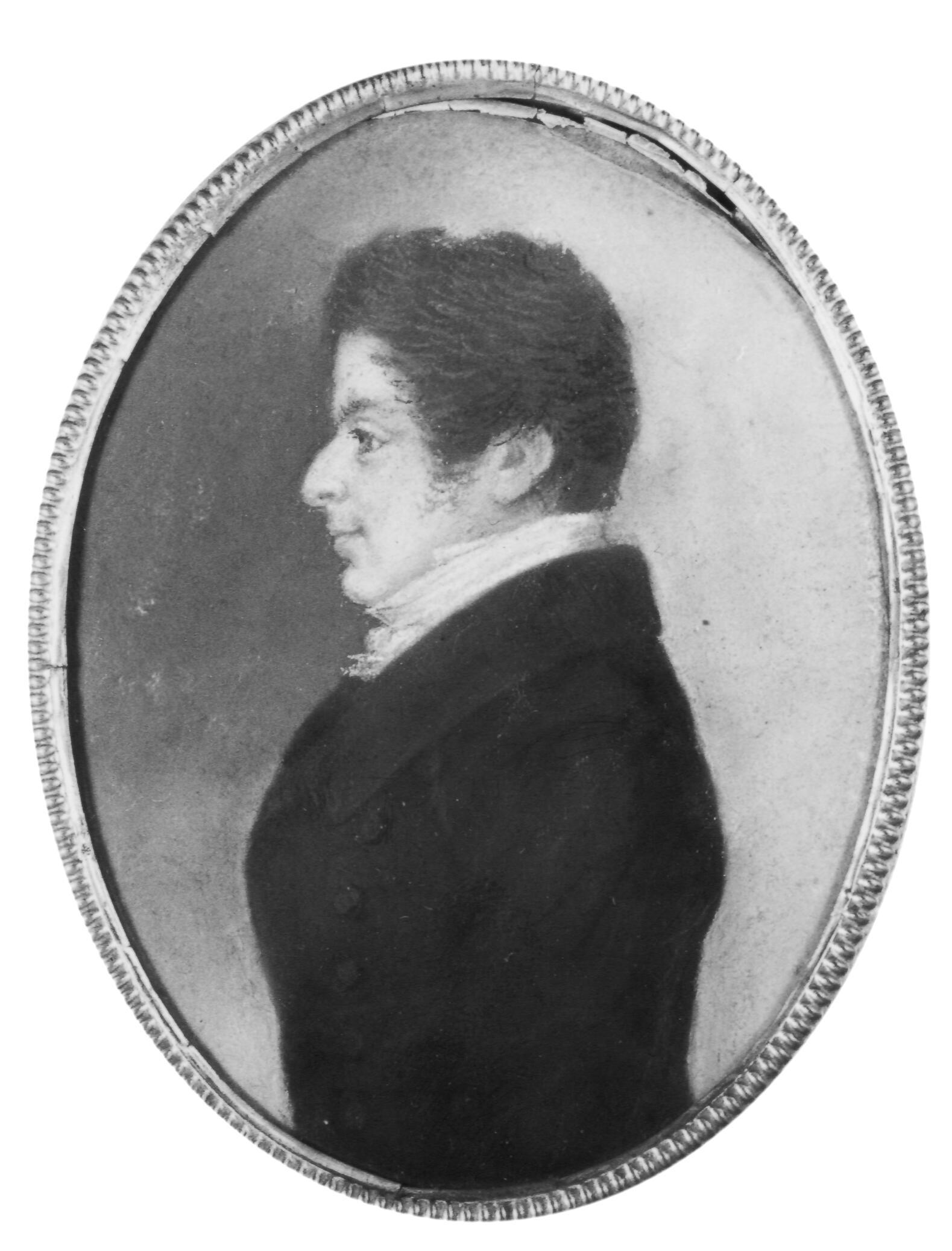
Jan Pieter Adolf van Wickevoort Crommelin

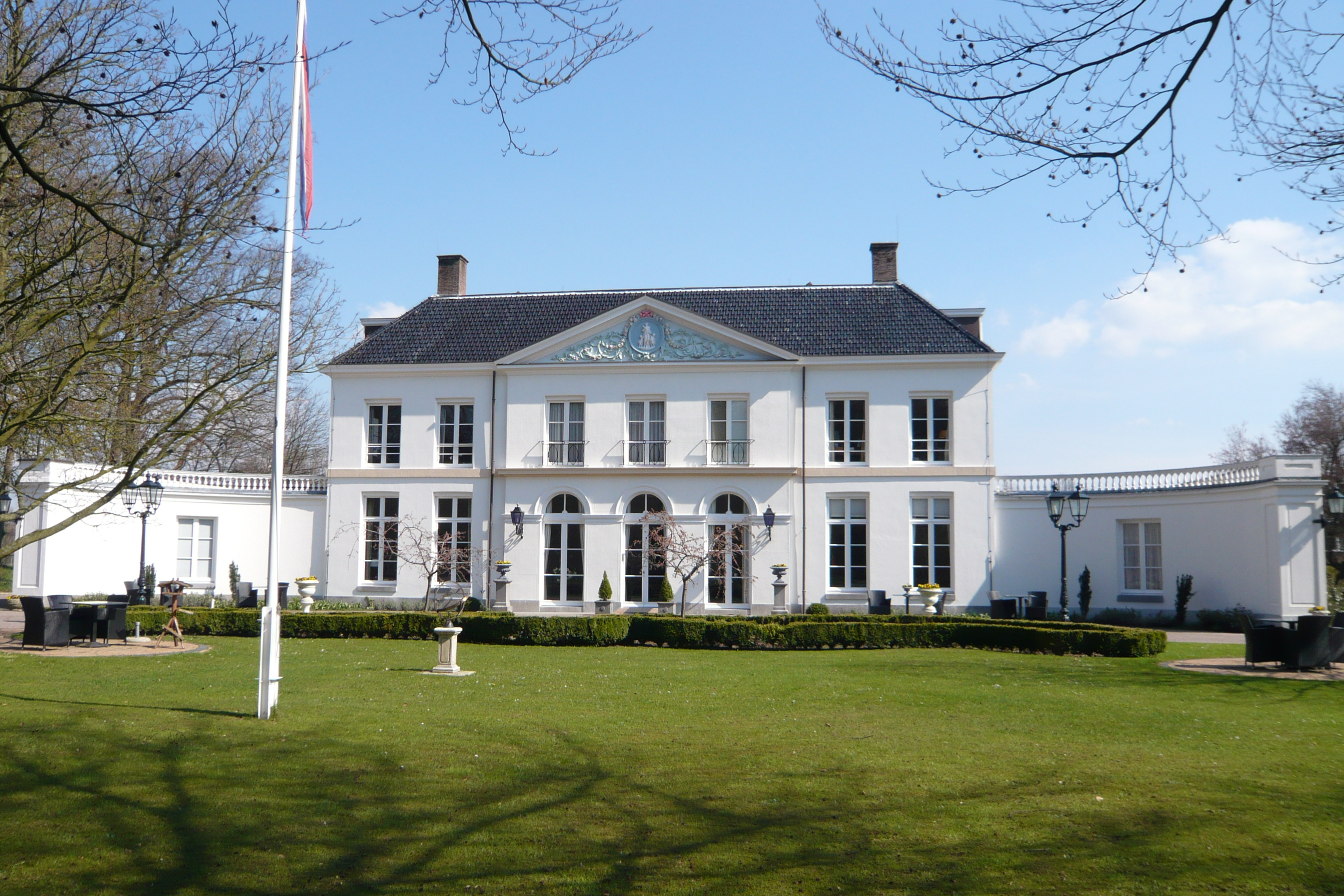
Huis Wildhoef in Bloemendaal

Mr. Jan Pieter Adolf van Wickevoort Crommelin (Amsterdam, 16 juni 1798 – huis Wildhoef, Bloemendaal, 15 september 1874) was een Nederlands bestuurder.

## Biografie
Crommelin was een lid van de familie Crommelin en een zoon van mr. Jan Pieter van Wickevoort Crommelin, vanaf 1809 heer van Berkenrode en Oud-Amelisweerd (1763-1837), onder andere Tweede Kamer-voorzitter, en Catharina van Lennep (1766-1847). Hij trouwde in 1825 met Cornelia Willink (1802-1869) met wie hij acht kinderen kreeg. Hij was de schoonvader van Eerste Kamerlid Constantijn Willem graaf van Limburg Stirum (1837-1905).
In 1822 promoveerde Crommelin aan de Universiteit Leiden in de rechten waarna hij in 1823 burgemeester van Berkenrode werd, de gemeente waarvan zijn vader de heerlijke rechten bezat. Hij bleef daar burgemeester tot 1835 toen hij werd opgevolgd door zijn broer mr. Henri Samuel van Wickevoort Crommelin (1804-1874). In 1841 werd hij lid van de gemeenteraad van zijn geboortestad Amsterdam, hetgeen hij bleef tot 1851. In dat laatste jaar werd hij hoogheemraad (1851-1864), daarna dijkgraaf (1864-1873) van Amstelland. Een jaar later overleed hij op huis Wildhoef in Bloemendaal waarop ook zijn kleindochter in 1936 zou overlijden.
- Gemeinsame Normdatei: 120238551
- International Standard Name Identifier: 0000 0000 1214 9508
- Nederlandse Thesaurus van Auteursnamen: 073490040
- Virtual International Authority File: 50051822
- WorldCat: E39PBJfX48kH3HTGfFFFydV6Kd